# Таран, Лидия Анатольевна
Лидия Анатольевна Таран (укр. Лідія Анатоліївна Таран; род. 19 сентября 1977, Киев) — украинская телеведущая. Обладательница премий «Телезвезда» и «Телетриумф». Владеет английским и французским языками.

## Биография
Родилась 19 сентября 1977 года в Киеве, в семье журналистов.

### Карьера
Начала свою журналистскую карьеру с радио, однако именно телевидение сделало её известной. Кроме основной профессии, Лидия еще занимается своим социальным проектом «Осуществить мечту», цель которого — реализовать мечты тяжелобольных детей в Украине.
- 1994-1995 — ведущая информационно-развлекательных программ радио «Луч», «Доверие».
- 1995-1998 — редактор и ведущая программ на нескольких радиостанциях.
- 1998-2004 — ведущая на «Новом канале» («Репортер», «Спортрепортер», «Подъем», «Гол»).
- 2005-2009 — ведущая на «5 канале» («Время новостей»).
- с 2009 — ведущая на канале «1+1» («Я люблю Украину», «Завтрак с 1+1», «ТСН») и 2+2 («ПроФутбол»).

Участвовала в третьем сезоне проекта "Танцую для тебя".

## Награды
- 5555.
- Телетриумф в номинации «Ведущий информационной программы».
- 2003 — Телетриумф в номинации «Спортивный комментатор, ведущий спортивной программы».

## Личная жизнь
До августа 2010 года находилась в гражданском браке с ведущим Андреем Доманским.

## Интересные факты
Любит путешествовать и кататься на горных лыжах .
Довольно часто любит менять имидж.
В декабре 2011 года участвовала в шоу «Красота по-украински».
В 2012 году приняла участие в проекте канала «1+1» «І прийде кохання».